# Grandeyrolles
Grandeyrolles är en kommun i departementet Puy-de-Dôme i regionen Auvergne-Rhône-Alpes i centrala Frankrike. Kommunen ligger i kantonen Champeix som tillhör arrondissementet Issoire. År 2022 hade Grandeyrolles 53 invånare.

## Befolkningsutveckling
Antalet invånare i kommunen Grandeyrolles
| Referens: INSEE |